# Dorka Juhász
Dorka Kata Juhász (ur. 18 grudnia 1999 w Peczu) – węgierska koszykarka, występująca na pozycjach silnej skrzydłowej lub środkowej, reprezentantka kraju, od 2023 zawodniczka Famila Wüber Schio, a w okresie wiosenno-letnim Minnesoty Lynx, w WNBA.

## Osiągnięcia
Stan na 20 kwietnia 2024, na podstawie, o ile nie zaznaczono inaczej.

### NCAA
- Wicemistrzyni NCAA (2022)
- Uczestniczka rozgrywek Sweet 16 turnieju NCAA (2022, 2023)
- Mistrzyni:
  - turnieju konferencji Big East (2022, 2023)
  - sezonu regularnego Big East (2022, 2023)
- Zaliczona do:
  - I składu:
    - Big 10 (2020, 2021)
    - najlepszych pierwszorocznych zawodniczek Big Ten (2019)
    - turnieju:
      - Big East (2023)
      - Big 10 (2020)

  - II składu:
    - Big East (2023)
    - Big Ten (2019)

### WNBA
- Zaliczona do I składu debiutantek WNBA (2023)

### Reprezentacja
Seniorska
- Uczestniczka kwalifikacji do Eurobasketu (2023/2024)

Młodzieżowe
- Uczestniczka mistrzostw:
  - świata U–19 (2017 – 9. miejsce)
  - Europy:
    - U–18 (2016 – 5. miejsce, 2017 – 5. miejsce)
    - U–16 (2015 – 7. miejsce)